# Giuseppe Vaiana
Giuseppe Salvatore Vaiana (Prizzi, 1º gennaio 1935 – Palermo, 25 agosto 1991) è stato un astrofisico italiano.
Dal 1964 al 1981 ha lavorato con il Premio Nobel per la fisica Riccardo Giacconi a Cambridge nel Massachusetts, dapprima nel gruppo AS&E (American Science and Engineering) su Skylab e in seguito presso l'Harvard-Smithsonian Center for Astrophysics.
Nel corso degli anni di ricerca svolti negli Stati Uniti e in seguito in Italia, nel periodo successivo in cui è stato direttore dell'Osservatorio Astronomico di Palermo, ha dato importanti contributi all'evoluzione di molti campi dell'astronomia solare e stellare.
Questi includono:
- la progettazione e lo sviluppo dei primi telescopi a raggi X che lo videro protagonista nella ripresa della prima immagine della corona solare nei raggi X (1968);
- lo studio della formazione e della evoluzione delle strutture fisiche della corona durante diverse rotazioni solari all'interno del gruppo di astronomia solare, di cui era il coordinatore, nella missione Skylab (1973);
- lo studio nei raggi X delle corone di tutte le stelle della sequenza principale con l'Osservatorio Einstein (1979);
- il progetto completo di tutta la metodologia di indagine di una missione spaziale nei raggi X per la spettroscopia stellare (1981).

Dopo la sua morte prematura, avvenuta per un infarto improvviso nel 1991, gli è stato intitolato l'Osservatorio Astronomico di Palermo, che oggi si chiama Osservatorio Astronomico di Palermo "G.S. Vaiana".